# Wegwielrennen op de Paralympische Zomerspelen 2020 - Tijdrit mannen T1–2
De tijdrit mannen T1–2 bij het wegwielrennen tijdens de XVIe Paralympische Zomerspelen, vond plaats op de Fuji Speedway een racecircuit in de Japanse prefectuur Shizuoka. Deze combinatieklasse (T1–2) onder classificatie T is voor fietssters die een beperkt evenwichtsgevoel hebben, en daarom gebruik maken van een driewieler. Om de competitie tussen de twee klassen eerlijk te houden is er gebruik gemaakt van een rekenmodel. 

## Uitslag
| #      | renner                       | renner | Klasse | Orginele tijd | Berekende tijd | Berekende tijd |
| ------ | ---------------------------- | ------ | ------ | ------------- | -------------- | -------------- |
| Goud   | Chen Jianxin                 | CHN    | T1     | 28:54.88      | 25:00.32       |                |
| Zilver | Giorgio Farroni              | ITA    | T1     | 32:10.83      | 27:49.78       | +2:49.46       |
| Brons  | Tim Celen                    | BEL    | T2     | 30:44.21      | 30:44.21       | +5:43.89       |
| 4      | Joan Reinosa Figuerola       | ESP    | T2     | 31:07.27      | 31:07.27       | +6:06.95       |
| 5      | Stuart Jones                 | AUS    | T2     | 31:12.94      | 31:12.94       | +6:12.62       |
| 6      | Juan José Betancourt Quiroga | COL    | T2     | 31:15.64      | 31:15.64       | +6:15.32       |
| 7      | Sergei Semochkin             | RPC    | T1     | 36:30.61      | 31:34.44       | +6:34.12       |
| 8      | Stephen Hills                | NZL    | T2     | 32:26.36      | 32:26.36       | +7:26.04       |
| 9      | Matthew Rodriguez            | USA    | T2     | 32:29.47      | 32:29.47       | +7:29.15       |

Factors
T1 – 86.480
T2 – 100.00